# Khánh Hội, U Minh
Khánh Hội là một xã thuộc huyện U Minh, tỉnh Cà Mau, Việt Nam.

## Địa lý
Xã Khánh Hội nằm cách trung tâm huyện U Minh 17 km về phía tây nam, có vị trí địa lý:
- Phía bắc giáp xã Khánh Tiến
- Phía đông giáp xã Khánh Lâm
- Phía nam giáp huyện Trần Văn Thời
- Phía tây giáp Vịnh Thái Lan.

Xã Khánh Hội có diện tích 35,14 km², dân số năm 2022 là 14.286 người, mật độ dân số đạt 406 người/km².
Xã có đường bờ biển dài 11,5 km.

## Hành chính
Xã Khánh Hội được chia thành 9 ấp: 1, 2, 3, 4, 5, 6, 7, 8, 9.

## Lịch sử
Ngày 25 tháng 7 năm 1979, Hội đồng Chính phủ ban hành Quyết định số 275-CP về việc thành lập xã Khánh Hội trên cơ sở một phần của xã Khánh Lâm.
Ngày 2 tháng 2 năm 1991, Ban Tổ chức Chính phủ ban hành Quyết định số 51/QĐ-TCCP về việc sáp nhập xã Khánh Hội vào xã Khánh Lâm.
Ngày 22 tháng 4 năm 2003, Chính phủ ban hành Nghị định số 41/2003/NĐ-CP về việc thành lập xã Khánh Hội trên cơ sở 3.360,80 ha diện tích tự nhiên và 9.780 người của xã Khánh Lâm.